# Theumella penicillata
Theumella penicillata är en spindelart som beskrevs av Embrik Strand 1906. Theumella penicillata ingår i släktet Theumella och familjen Prodidomidae.
Artens utbredningsområde är Etiopien. Inga underarter finns listade i Catalogue of Life.